# Ghooghra
Ghooghra (Hindi: घूघरा Ghūghrā) ist eine Kleinstadt im Distrikt Ajmer, im indischen Bundesstaat Rajasthan.

## Geografie
Ghooghra liegt etwa 9 km nordöstlich von Ajmer und 135 km südwestlich von Jaipur.

## Bevölkerung und Wirtschaft
Laut Volkszählung (2011) lebten 1080 Familien in Ghooghra. Von den 6062 Einwohnern waren 14,5 % unter 6 Jahren. Die Kleinstadt wird 2024 von Pooja Bhanshali, der Sarpanch, verwaltet.
Bei der Volkszählung gaben 2183 Menschen an, zu arbeiten. Die Wirtschaft ist landwirtschaftlich geprägt. Aufmerksamkeit hat die Kleinstadt durch das Start-Up „The Indian Deepfaker“ mit Sitz in Ghooghra erhalten. Dieses ist spezialisiert auf die Erstellung von Deepfakes.